# Todos os Santos na Via Appia Nuova (diaconia)
Todos os Santos na Via Appia Nuova (em latim, Omnium Sanctorum in via Appia Nova) é uma diaconia instituída em 29 de abril de 1969 pelo Papa Paulo VI. Sua igreja titular é Ognissanti in Via Appia Nuova, no quartiere Appio-Latino.

## Titulares protetores
- Giuseppe Paupini (1969-1979); título pro illa vice (1979-1992)
- Mikel Koliqi (1994-1997)
- Alberto Bovone (1998)
- Walter Kasper (2001-2011); título pro hac vice (2011-)